# کرچگان (لنجان)
کرچگان یک دهستان زیبا در استان اصفهان بخش لنجان است

## جمعیت
بر پایه سرشماری عمومی نفوس و مسکن در سال ۱۳۹۵ جمعیت این روستا ۲٬۳۱۳ نفر (۷۳۲خانوار) بوده‌است.